# Ксена: Принцеза ратница
Ксена: Принцеза ратница (енгл. Xena: Warrior Princess) је америчка серија, емитована од 1995. до 2001 а снимана на Новом Зеланду.

## Улоге
- Луси Лолес -
- Рене О'Конор -
- Тед Раими -
- Мартон Чокаш -
- Кевин Тод Смит -
- Хадсон Лејк -
- Брус Кембел -
- Џенифер Скај -